# مگس شیشه‌سبز
مگس شیشه‌سبز(نام علمی: Lucilia) نام یک سرده از تیره مگس‌های لاشه است.